# Fotbollsgalan 2003
Fotbollsgalan 2003 hölls måndagen den 10 november 2003 i Scandinavium och var den 9:e Fotbollsgalan i ordningen. Programledare var Suzanne Sjögren, Rickard Olsson och Rickard Sjöberg. TV 4 och Sveriges Radio P4 sände.
2003 var första året då även priser till de bästa damspelarna delades ut, undantaget Diamantbollen som delats ut även tidigare.

## Priser
| Pris                       | Vinnare                                                |
| -------------------------- | ------------------------------------------------------ |
| Årets genombrott           | Josefine Öqvist, Bälinge IF                            |
| Årets tränare, herrar      | Zoran Lukic och Sören Åkeby, Djurgårdens IF            |
| Årets tränare, dam         | Marika Domanski Lyfors, Sveriges damlandslag i fotboll |
| Årets nykomling            | Johan Arneng, Djurgårdens IF                           |
| Årets forward, herr        | Henrik Larsson, Celtic FC                              |
| Årets forward, dam         | Victoria Svensson, Djurgårdens IF                      |
| Årets mittfältare, herr    | Fredrik Ljungberg, Arsenal                             |
| Årets mittfältare, dam     | Malin Moström, Umeå IK                                 |
| Årets back, herr           | Olof Mellberg, Aston Villa FC                          |
| Årets back, dam            | Karolina Westberg, Malmö FF                            |
| Årets målvakt, herr        | Andreas Isaksson, Djurgårdens IF                       |
| Årets målvakt, dam         | Caroline Jönsson, Malmö FF                             |
| Årets mål                  | Hasse Berggren, IF Elfsborg                            |
| Årets fotbollspersonlighet | Caroline Jönsson, Malmö FF                             |
| Diamantbollen              | Victoria Svensson, Djurgården/Älvsjö                   |
| Guldbollen                 | Olof Mellberg, Aston Villa FC                          |

## Artister
- Markoolio, sjöng Vilse och Mera mål
- Alcazar, sjöng Love Life
- Kikki, Bettan & Lotta, sjöng ett medley bestående av Fyra Bugg & en Coca Cola, Bra vibrationer och La det svinge[4]
- Bounce